# Anthurium scandens
Anthurium scandens là một loài thực vật có hoa trong họ Ráy (Araceae). Loài này được (Aubl.) Engl. miêu tả khoa học đầu tiên năm 1878.

## Hình ảnh

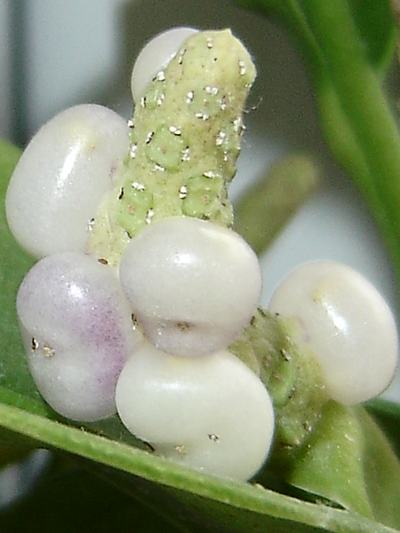